# Carpenterara
× Carpenterara (abreviado Cptra) es un híbrido intergenérico entre los géneros de orquídeas Baptistonia × Odontoglossum × Oncidium. Fue publicado en Orchid Rev. 95(1123, cppo): 9 (1987).